# جو مک‌کلوسکی
جو مک‌کلوسکی (انگلیسی: Joe McCluskey; ۲ ژوئن ۱۹۱۱ – ۳۱ اوت ۲۰۰۲) ورزشکار دو و میدانی اهل ایالات متحده آمریکا بود.